# Jeziornica (stacja kolejowa)
Jeziornica (biał. Азярніца; ros. Озерница) – stacja kolejowa w miejscowości Jeziornica, w rejonie słonimskim, w obwodzie grodzieńskim, na Białorusi. Położona jest na linii Baranowicze - Wołkowysk.
Stacja powstała w czasach carskich na linii Białystok - Baranowicze. Współczesny budynek pasażerski został wzniesiony w 1924.